# Kazamaura
Kazamaura (風間浦村 Kazamaura-mura?) es una villa localizada en la prefectura de Aomori, Japón. En octubre de 2018 tenía una población de 1.782 habitantes y una densidad de población de 25,6 personas por km². Su área total es de 69,55 km².

## Geografía

### Municipios circundantes
- Prefectura de Aomori
  - Mutsu
  - Ōma

## Demografía
Según datos del censo japonés, la población de Kazamaura ha disminuido en los últimos años.
| Año del censo | Población |
| ------------- | --------- |
| 1995          | 3.012     |
| 2000          | 2.793     |
| 2005          | 2.603     |
| 2010          | 2.463     |
| 2015          | 1.976     |